# José Osuna
José Gregorio Osuna (* 12. Dezember 1992 in Trujillo, Trujillo) ist ein venezolanischer Baseballspieler. Er spielt seit 2017 bei den Pittsburgh Pirates in der Major League Baseball (MLB) als Outfielder und First Baseman.

## Karriere
Osuna unterzeichnete im Dezember 2009 mit den Pittsburgh Pirates einen Vertrag als Free Agent. Die Pirates fügten ihn nach der Saison 2016 in zu ihrem 40-Man Roster hinzu. Die Pirates beförderten Osuna am 18. April 2017 in die Major League. Seinen ersten MLB Hit erzielte er am 21. April gegen CC Sabathia.